# Rudy Tomjanovich
Rudolph Tomjanovich, Jr. (nascut el 24 de novembre de 1948), de renom Rudy T., és un jugador de bàsquet estatunidenc retirat, i entrenador de bàsquet, que va entrenar els Houston Rockets que van arribar a dues Finals de l'NBA consecutives. Actualment treballa com a  scout pels Los Angeles Lakers.